# Dumbela Pato
Dumbela Pato (Della Duck ou Dumbella Duck originalmente) é uma personagem de histórias em quadrinhos e desenho animado criado em 1937 por Al Taliaferro e Ted Osborne. Ela é um membro central da Família Pato, sendo a irmã gêmea mais nova do Pato Donald e mãe de seus sobrinhos Huguinho, Zezinho e Luisinho. No reboot de DuckTales, ela normalmente usa chapéu e jaqueta de aviador, lenço azul, bermuda marrom e, quando adulta, depois de uma amputação, uma perna robótica. Famosa por seu espírito aventureiro, tornou-se modelo positivo para crianças com deficiência.

## História
Dumbela nasceu em 1920, filha de Hortênsia McPato e Patoso. Quando criança, ela é apresentada a seu Tio Patinhas, junto com seu irmão gêmeo, o Donald. Por causa da atitude de Patinhas, Hortênsia decide deixar Patópolis. Ao contrário de seu irmão, Dumbela nunca retorna como mencionado na história O Pato Mais Rico do Mundo de Don Rosa.
Ela se casa com um pato com o mesmo sobrenome que ela e eles têm trigêmeos, Huguinho, Zezinho e Luisinho. Os irmãos se mudariam para a casa de Donald em 1942.
Desde então, devido à sua popularidade, Huguinho, Zezinho e Luisinho se tornaram personagens importantes dos quadrinhos e desenhos animados deste universo, enquanto Dumbela ou seu marido raramente são mencionados. Quando Patinhas se refere à “evaporação” de sua família, Huguinho, Zezinho e Luisinho  respondem: “Nós também sabemos disso! (O Pato Mais Rico do Mundo).

## Aparições

### Histórias em quadrinhos
A irmã de Donald não aparece pessoalmente de imediato. Ela é citada pela primeira vez em uma das tiras diárias de Ted Osborne e Al Taliaferro publicada pela primeira vez em 17 de outubro de 1937. Donald recebe uma carta assinada por ela, pedindo que ficasse com Huguinho, Zezinho e Luisinho por algum tempo por causa do pai está hospitalizado. Este último foi vítima de uma piada de mau gosto dos filhos (um foguete teria explodido debaixo de sua cadeira). Essa piada também apresenta os sobrinhos pela primeira vez. Ela então aparece na árvore genealógica feita a partir de um rascunho de Carl Barks de 1950. Nesta árvore, ela se chama Thelma.
Dumbela apareceu quando criança na série de meados da década de 1990, The Life and Times of Scrooge McDuck, na qual ela e Donald usavam ternos de marinheiro idênticos. Ela também foi incluída na árvore genealógica da Família Pato por Don Rosa. (seu marido está escondido, para não revelar sua aparência ou seu primeiro nome).
Don Rosa explicou que sua editora, o grupo dinamarquês Egmont, recusou-se a deixá-lo escrever uma história sobre Dumbela porque teria que terminar tristemente. Para a editora, o mundo do Pato Donald se destina principalmente a leitores jovens e, portanto, felizes. O autor também admitiu, durante o documentário The Scrooge Mystery que, embora muitas vezes fosse solicitado a escrever sobre a busca pelos pais de trigêmeos, encontrar um final era problemático. Ele não poderia escrever uma história em que seus pais morressem.
Em junho de 2014, 80 jaar, uma minibiografia de Donald publicada na Holanda, ilumina os leitores sobre a vida de Dumbela. Esta história escrita por Evert Geradts e desenhada por Maximino Tortajada Aguilar. Ela explica a ausência de Dumbela e o motivo pelo qual ela confiou os filhos ao irmão. Na verdade, Dumbela era uma astronauta tendo que realizar um voo espacial, mas ela nunca vai voltar.
Também na Holanda, a partir de janeiro de 2017, o mesmo roteirista Evert Geradts e a designer Carmen Pérez farão uma série de histórias diferentes com Dumbela e Donald quando eles são jovens.

### Desenhos animados
Muito como nos quadrinhos, Dumbela é mencionado pela primeira vez no final de uma carta. Ela aparece sob a assinatura da "irmã Dumbella" no curta-metragem Donald's Nephews em abril de 1938.
Seria preciso esperar até 2017 para vê-la televisão, fazendo sua estréia em DuckTales (reboot daquela de 1987).
Dumbela desempenha um papel proeminente, embora inicialmente fora da tela na série. Como a mãe dos personagens principais, Huguinho, Zezinho e Luisinho ela é revelada durante a primeira temporada como uma piloto habilidosa e parceira de aventuras destemida de seu tio Patinhas McPato e irmão gêmeo Donald. Dumbela é retratada pela primeira vez na série no final do episódio piloto, em uma pintura descoberta pelos trigêmeos. Zezinho percebe o que se parece com Dumbela em um canto da pintura, mostrado lutando contra piratas ao lado de Patinhas e Donald. Essa descoberta desencadeia uma busca, primeiro por Zezinho e Patrícia Vanderquack, antes de envolver os três trigêmeos, por informações sobre sua mãe e seu desaparecimento; formando o mistério central da primeira temporada do programa.
A primeira aparição de Dumbela como uma adulta nos Estados Unidos foi em novembro de 2017, em uma série de histórias de flashback nas edições 2 e 3 da revista em quadrinhos DuckTales publicada da IDW, uma revista ligada cronologicamente a série de TV. Dumbela foi retratada pela primeira vez em animação, novamente em flashbacks, no episódio "Last Crash of the Sunchaser!" de DuckTales, que revelou a história de Dumbela Pato para Huguinho, Zezinho e Luisinho: Dumbela descobriu um protótipo de foguete Patinhas estava construindo como um presente para ela, levou-o em um lançamento não autorizado e foi pego por uma tempestade cósmica. Dumbela foi considerada perdida no abismo cósmico após Patinhas lançar um enorme e caro, mas falhou em sua tentativa de encontrá-la.
Em 18 de agosto de 2018, no final da temporada 1 de DuckTales (The Shadow War!), Dumbela foi retratada pela primeira vez em um papel falante, revelando ter sobrevivido à tempestade cósmica e ainda vivendo nos restos de seu foguete. Dumbela Pato tem aparições recorrentes na 2ª temporada da série, começando com o episódio "Last Christmas!", Um episódio de viagem no tempo que mostra versões mais jovens de Dumbela e Donald. Neste episódio, Donald chama sua irmã de "Dumbella" em um ponto, com a intenção de um insulto, mas também uma referência ao seu nome original.
Em fevereiro de 2019, a Disney começou a promover, como evento especial, a estreia do primeiro episódio de DuckTales com foco em Dumbela. O episódio prometia revelar totalmente o que aconteceu com a personagem pela primeira vez desde que ela se perdeu no espaço. O episódio, intitulado "What Ever Happened to Dumbela Pato ?!", foi ao ar em 9 de março de 2019. Descrevendo o episódio como "emocionante, trágico, poderoso e definidor". O A.V. Club escreveu que "atinge o coração de Dumbela como personagem antes mesmo de o título aparecer na tela." A Entertainment Weekly incluiu o episódio em sua lista de final de ano dos 30 melhores episódios de televisão de 2019, elogiando o revelar de Dumbela Pato e escrever que "esse tempo todo, DuckTales estava escondendo seu melhor personagem fora da tela." Após isso, Dumbela foi capaz de retornar à Terra na Lança de Selene reparada, mas posteriormente teve problemas para se conectar com o trigêmeos (cujos nomes aparentemente "pretendiam" ser Jet, Turbo e Rebel) já que ela não tinha nenhuma experiência real como mãe, sua atitude era mais focada em tentar se relacionar com eles como a "mãe legal". A última metade da temporada explorou seu papel em desenvolvimento, como encorajar Huguinho  a explorar atividades mais variadas e deixar Luisinho de castigo depois que seu mais recente esquema para enriquecimento rápido para roubar tesouros perdidos do passado quase causa um sério paradoxo temporal. No final da segunda temporada, os alienígenas da Lua que Dumbela encontrou tentam montar uma invasão usando a tecnologia de engenharia reversa do foguete de Dumbela, mas embora ela tente esconder seus filhos, o retorno Donald a convence a se juntar a eles na luta contra a invasão, deixando a nave-mãe alienígena ficou presa em órbita entre a Terra e a Lua enquanto o resto da frota de invasão se rendia.

## Nomes em outros idiomas
- Alemão: Dumbela Pato
- Dinamarquês: Dumbela And
- Finlandês: Dumbela Ankka
- Grego: Ντέλλα Ντακ
- Holandês: Dumbella Duck
- Inglês: Della Duck
- Italiano: Dumbela Pato
- Norueguês: Dumbela Pato
- Polonês: Dumbela
- Notas

1. ↑  Ela é chamada de Della em inglês.
2. ↑  Na versão brasileira, seu nome é Dumbela e não Della.